# سمير خضر
سمير خضر هو رئيس البرامج في قناة سكاي نيوز عربية وذلك بعد أن كان رئيس تحرير البرامج في قناة الجزيرة القطرية. تعود أصول سمير لدولة الأردن، هناك حيث تلقى تعليمه وحصل في وقت لاحق على شهادات في الصحافة والرياضيات من جامعتي غرونوبل وباريس. بدأ سمير خضر حياته المهنية في الصحافة عام 1979 حيث عمل حينها لصالح التلفزيون الفرنسي، قبل أن يعملَ لسنوات عديدة كصحافي في التلفزيون الأردني ثم انتقل فيما بعد للعمل كمحرر أخبار في قناة الجزيرة قبل أن يشغل منصب مدير برامج في قناة سكاي نيوز عربية في أبوظبي. زادت شهرة سمير في العالم الغربي -والعربي على حد سواء- بعدما ظهر في الفيلم الوثائقي غرفة التحكم باعتباره أحد كبار المنتجين التلفزيونيين في العالم العربي.

## أقوال
- بيننا ، إذا عرضت على وظيفة مع شبكة فوكس نيوز فسأقبل. أرغب قي تغيير الكابوس العربي إلى الحلم الأمريكي....لا يزال لدي هذا الحلم.

-غرفة التحكم مقابلة مع سمير خضر

## روابط خارجية
- سمير خضر على موقع IMDb (الإنجليزية)
- سمير خضر على موقع قاعدة بيانات الفيلم (الإنجليزية)